# اربطان
| نام‌رسمی           = آرباطان
| عرض‌جغرافیایی      = ۳۸٫۱۷۶۳۱۷۳۳
| طول‌جغرافیایی      = ۴۶٫۹۴۰۸۳۷۳۳
| استان             = آذربایجان شرقی
| شهرستان           = هریس
| بخش               = خواجه
| دهستان            =
| سال شهرشدن        = ۱۳۹۹
| جمعیت             = ۳٬۲۳۳ نفر (۱۳۹۵)
}} 
آرباطان شهری از توابع بخش خواجه شهرستان هریس در استان آذربایجان شرقی است. این شهر طبق سرشماری سال ۱۳۹۵، ۳٬۲۳۳ نفر جمعیت دارد. اربطان در اسفند ۱۳۹۷ از روستا به شهر تغییر تبدیل شده است.شهر آرباطان با ده‌ها تحصیل کرده و دانش‌آموخته در سطوح مهندسی، کارشناسی، کارشناسی ارشد و دکترا یکی از قطب‌های علم و دانش در شهرستان هریس و حتی استان آذربایجان شرقی می‌باشد.

## موقعیت جغرافیایی
شهر آرباطان واقع در دهستان بدوستان غربی، از توابع بخش خواجه شهرستان هریس می‌باشد. این شهر در ۶۰ کیلومتری شهر تبریز، ۲۰کیلومتری شهر هریس، ۵۰ کیلومتری شهر اهر و ۵۰ کیلومتری بستان آباد واقع شده است.
== تاریخچه == از آرباطان در وقف نامه ربع رشیدی نوشته رشیدالدین فضل اله همدانی (قرن هفتم هجری) با نام عادل خان یاد شده و در ردیف ۵۵ صورت موقوفات ربع رشیدی چنین آمده است:" عادل خان از مزارع ناحیه بدوستان از توابع مدینه تبریز، حدودش متصل … و به اراضی قریه کلوانق علیا و به اراضی مزرعه شران و به اراضی قریه سرایجق که معروف است به نر و کل(؟)با جمیع توابع و لواحق و مضافات و منسوبات."۰

## سد آرباطان
یکی از مناطق طبیعی و گردشگری در شهر آرباطان است که تالاب و زیست‌بوم ماهیان و موجودات آبزی می‌باشد و ناحیه‌ای مخصوص گشت و گذار و طبیعت گردی است.

## مشاهیر

### میرزا حسین واعظ آرباطانی(؟ -۱۳۳۴)
میرزا حسین خطیب و مشروطه خواه تبریزی و نایب رئیس انجمن تبریز بود. سخنرانی‌های وی نقش عمده‌ای در تشویق مردم تبریز در جریان انقلاب مشروطه ایفا کردند. وی خاله‌زاده حسن رشدیه می‌باشد.

### حاج رضا نصراله پور
حجت الاسلام و المسلمین حاج رضا نصراله پور از افراد باسواد و فعال در زمینه علوم دینی و قرآنی می‌باشند. ایشان هم‌اکنون امام جمعه بخش تسوج می‌باشند. امامت جمعه شهرستان هریس و معاونت پژوهشی مدرسه علمیه امام حسین (ع) تهران از دیگر سوابق ایشان است.

### ابراهیم قبله(۱۳۵۷)
ابراهیم قبله آرباطان، شاعر و نویسنده توانا در عرصه زبان و ادبیات فارسی می‌باشد. وی دارای مدرک کارشناسی در رشته الهیات و معارف اسلامی و مدرک کارشناسی ارشد در رشته زبان و ادبیات فارسی است.
قبله آرباطان، با کسب بیش از ۳۲۵ مقام بین‌المللی، ملی و منطقه ای شعر، به عنوان مقام آورترین شاعر شمالغرب کشور، از نام آوران این عرصه بوده و اشعار وی در موضوعات مختلف اجتماعی، آزاد، عاشقانه و دینی و آیینی می‌باشد.
وی دارای ۷ تألیف کتاب می‌باشد. تالیفات او شامل کتب شعری «کاشیان»، ((کودک فلسطینی))، «برای امام زمان»، ((پدر! از خون تو نمی‌گذرم)) و کتاب داستان «سراب» می‌باشد. ۲ بار اجرای شعر در محضر مقام معظم رهبری (سال‌های ۱۳۸۶ و ۱۳۹۶)، مقام اول کشور در کنگره شعر دفاع مقدس کشور در سال ۸۶ و برد جایزه قیصر امین پور، از جمله افتخارات اوست.

### دکتر علی بدری (۱۳۵۵)
دکتر علی بدری آرباطان متولد ۱۳۵۵ شهر آرباطان شاعر، نویسنده و فعال در زمینه ادب فارسی است. وی دارای مدرک دکترای تخصصی زبان و ادبیات فارسی می‌باشد. کتاب 《سوزن رفو》با موضوع بررسی صور خیال در اشعار استاد شهریار از جمله تالیفات اوست. او مقام برگزیده جشنواره‌های شعر کشور(۱۳۹۶)است. ایشان استاد دانشگاه‌های آزاد اسلامی واحد هریس و دانشگاه آزاد اسلامی واحد تبریز نیز هستند. به تازگی مقاله ایشان در پایگاه سیویلیکا چاپ شده است.

### مرتضی جمالی(۱۳۶۹)
مرتضی جمالی قاضی، حقوقدان و استاد دانشگاه و دارای دکترای حقوق تخصصی است. رتبه ۵ منطقه ۳ در گروه آزمایشی علوم انسانی کنکورسال ۸۸ و رتبه ۱ کنکور ارشد (رشته حقوق خصوصی) است. به گفته دکتر عبدالله شمس (حقوقدان) جمالی در آینده ای نزدیک یکی از بزرگ‌ترین حقوقدان‌های ایران خواهد شد.